# Pasteur (métro de Paris)
Pour les articles homonymes, voir Pasteur.
Pasteur est une station des lignes 6 et 12 du métro de Paris, située dans le 15e arrondissement de Paris.

## Situation
La station est située à l'intersection de la rue de Vaugirard et du boulevard Pasteur. Sur la ligne 6, la station est la première à être souterraine, en provenance de Charles de Gaulle - Étoile, après le long viaduc commencé à la station Passy.

## Histoire
La station est ouverte en 1906.
Initialement, elle est à la croisée d'une ligne de la Compagnie du chemin de fer métropolitain de Paris (CMP) et d'une ligne de la Société du chemin de fer électrique souterrain Nord-Sud de Paris, le Nord-Sud, ce qui explique la cohabitation des deux styles.

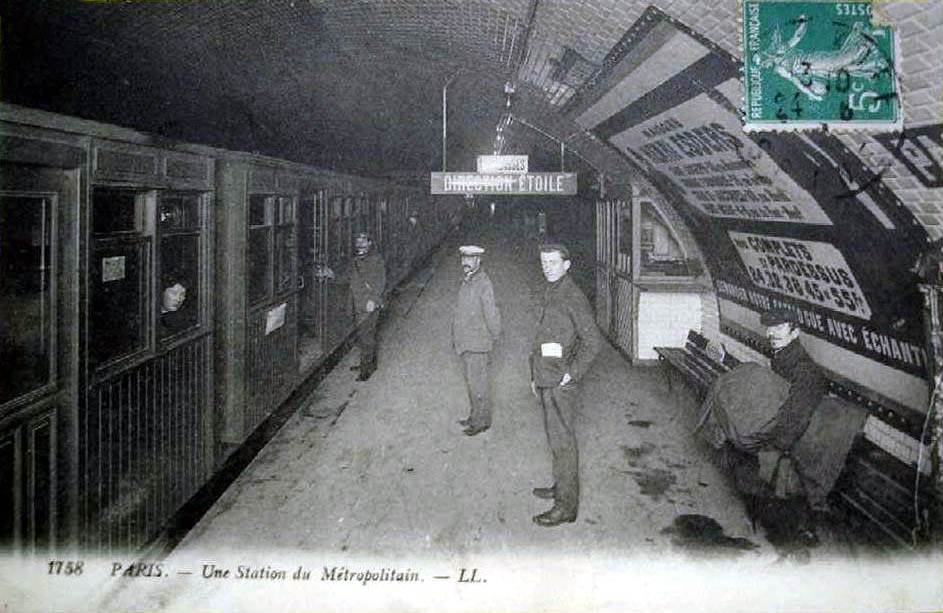
La station de la ligne 2 Sud, actuelle ligne 6, peu après son ouverture en 1906.

Elle rend hommage à Louis Pasteur, biologiste et chimiste français qui fonda la science de la microbiologie, mit en évidence le rôle des germes dans les maladies, inventa le processus de pasteurisation et développa les vaccins contre plusieurs maladies, dont la rage.
Les quais de la ligne 6 sont rénovés en style « Mouton » dans les années 1970 tandis que ceux de la ligne 12 sont rénovés en 1976 en style « Motte ». Des extraits du code de déontologie médicale étaient affichés sur les quais de la ligne 6, jusqu'à ce qu'ils soient remplacés par des publicités, en raison du vandalisme subi par ces panneaux au cours des années 2000.

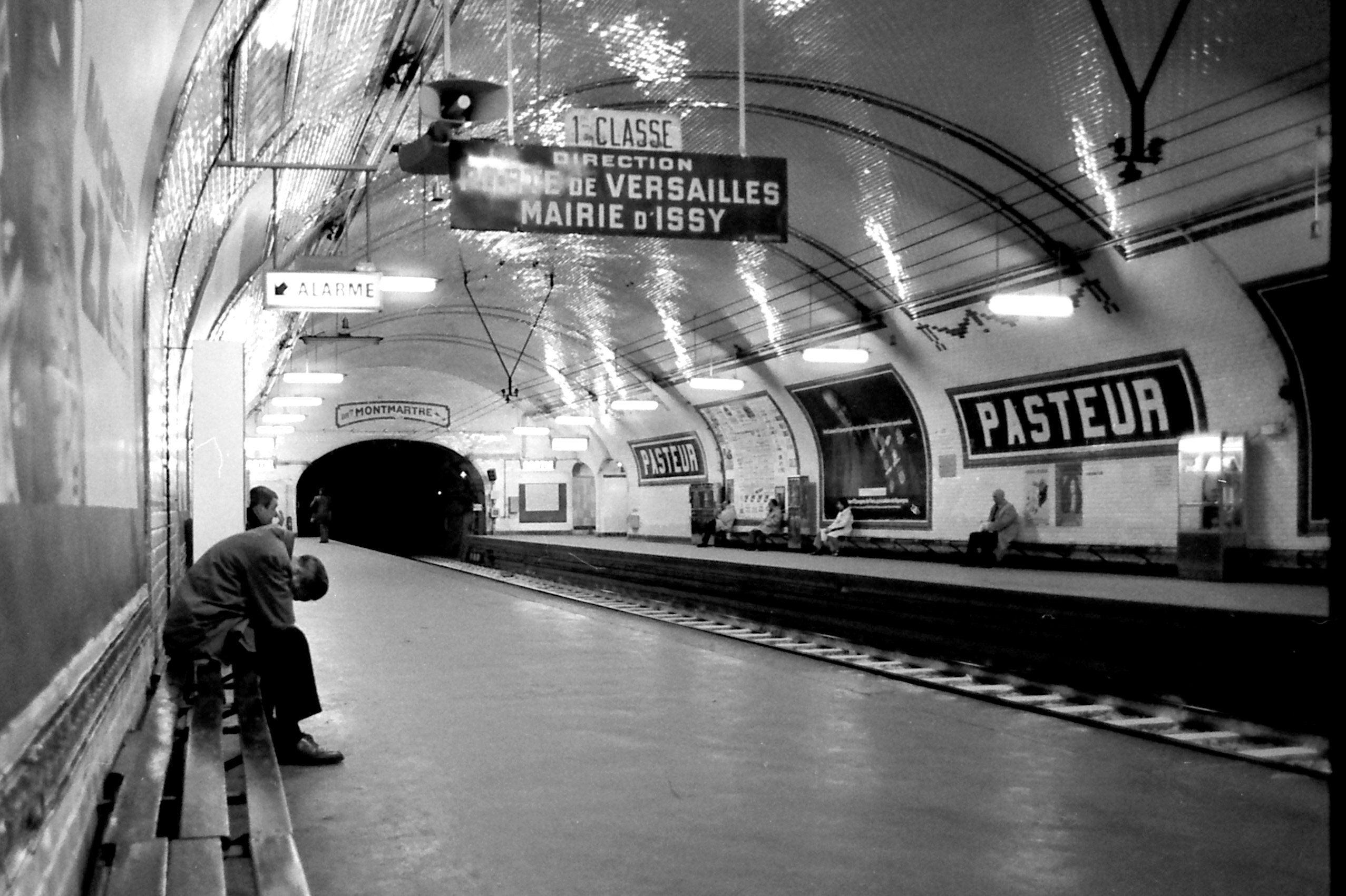
La station Pasteur en 1974, avant la rénovation en style Andreu-Motte.

Pour les 100 ans du métro, les quais des deux lignes furent rénovés dans le cadre du programme « 9 stations pour le millénaire », profondément pour les quais de la 6, en style « Nouvelle Vague », avec abandon complet du style « Mouton » et plus légèrement pour les quais de la 12, en remplaçant les bancs de pierre « Motte » en carrelage orange par de nouveaux bancs de pierre en carrelage blanc biseauté, et en remplaçant les entrées de couloir, qui étaient en carrelage orange Motte par du carrelage blanc biseauté. Les sols des quais furent complètement retouchés pour la 12, et plus légèrement pour celui de la 6, avec mise en place de dallage décoratif de sol sur la 12, avec une bande d'éveil en métal comprenant des lumières alignées au centre, le quai de la 6 se contentant de la bande d'éveil en métal avec lumière. La scénographie a été confiée à Bernard Baissait et son agence de graphisme,
En 2019, 4 493 457 voyageurs sont entrés à cette station ce qui la place à la 98e position des stations de métro pour sa fréquentation.
En 2020, avec la crise du Covid-19, 2 625 552 voyageurs sont entrés dans cette station, ce qui la place à la 73e position des stations de métro pour sa fréquentation.
En 2021, la fréquentation remonte progressivement, avec 3 026 286 voyageurs qui sont entrés dans cette station ce qui la place à la 105e position des stations de métro pour sa fréquentation.

## Services aux voyageurs

### Accès
Il existe deux accès :
- le premier, sur la partie centrale du boulevard Pasteur, à l'ouest des voies de la ligne 6 avant le début de son parcours souterrain, au sud de la rue de Vaugirard ;
- le second, sur le terre-plein de ce même boulevard Pasteur, au nord de la rue de Vaugirard.

L'accès de la ligne Nord-Sud est en fer forgé, typique de cette ligne, tandis que l'autre accès est en style Guimard (1909, inscrit aux monuments historiques).

Accès à la station
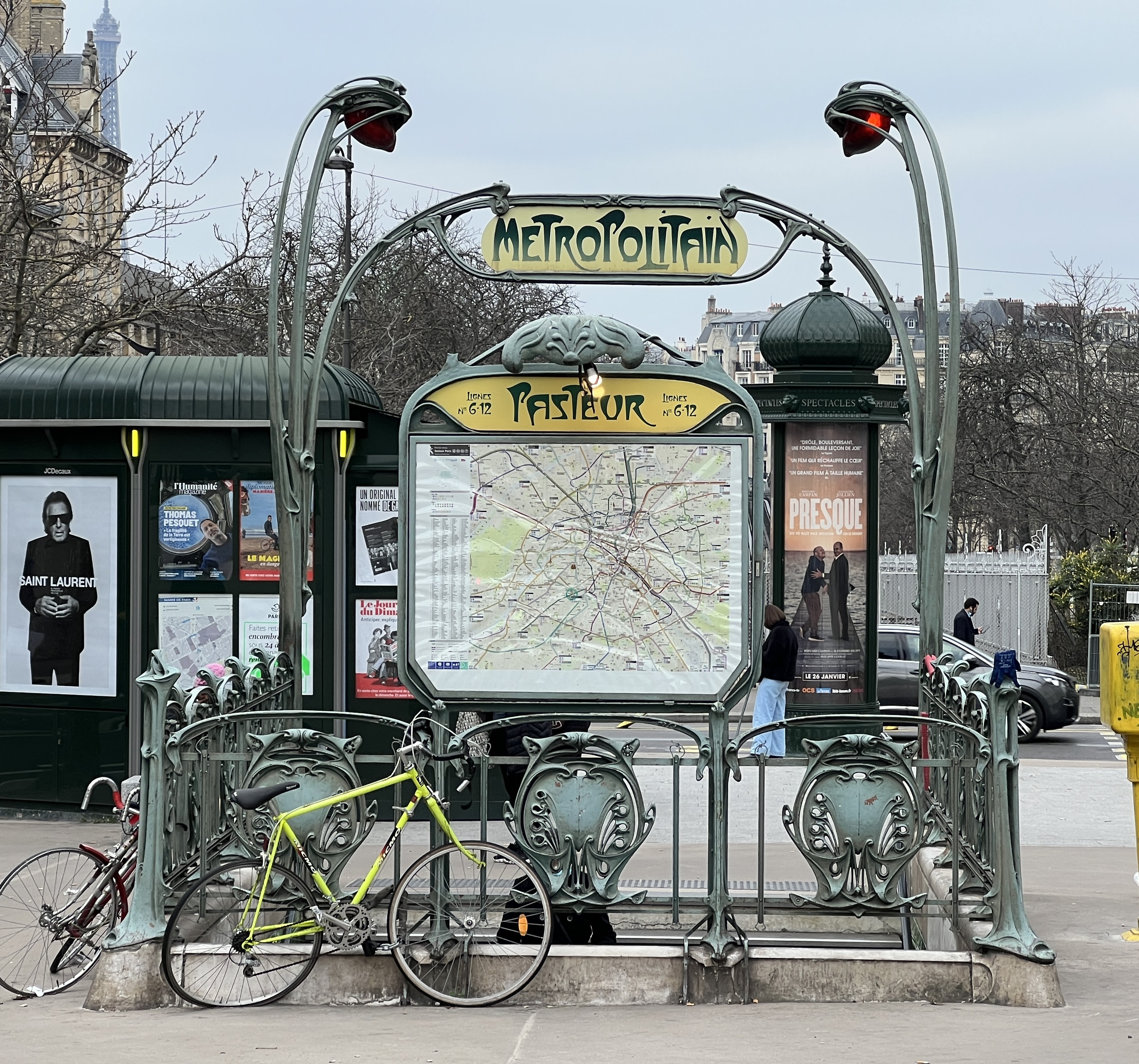
L'accès principal.
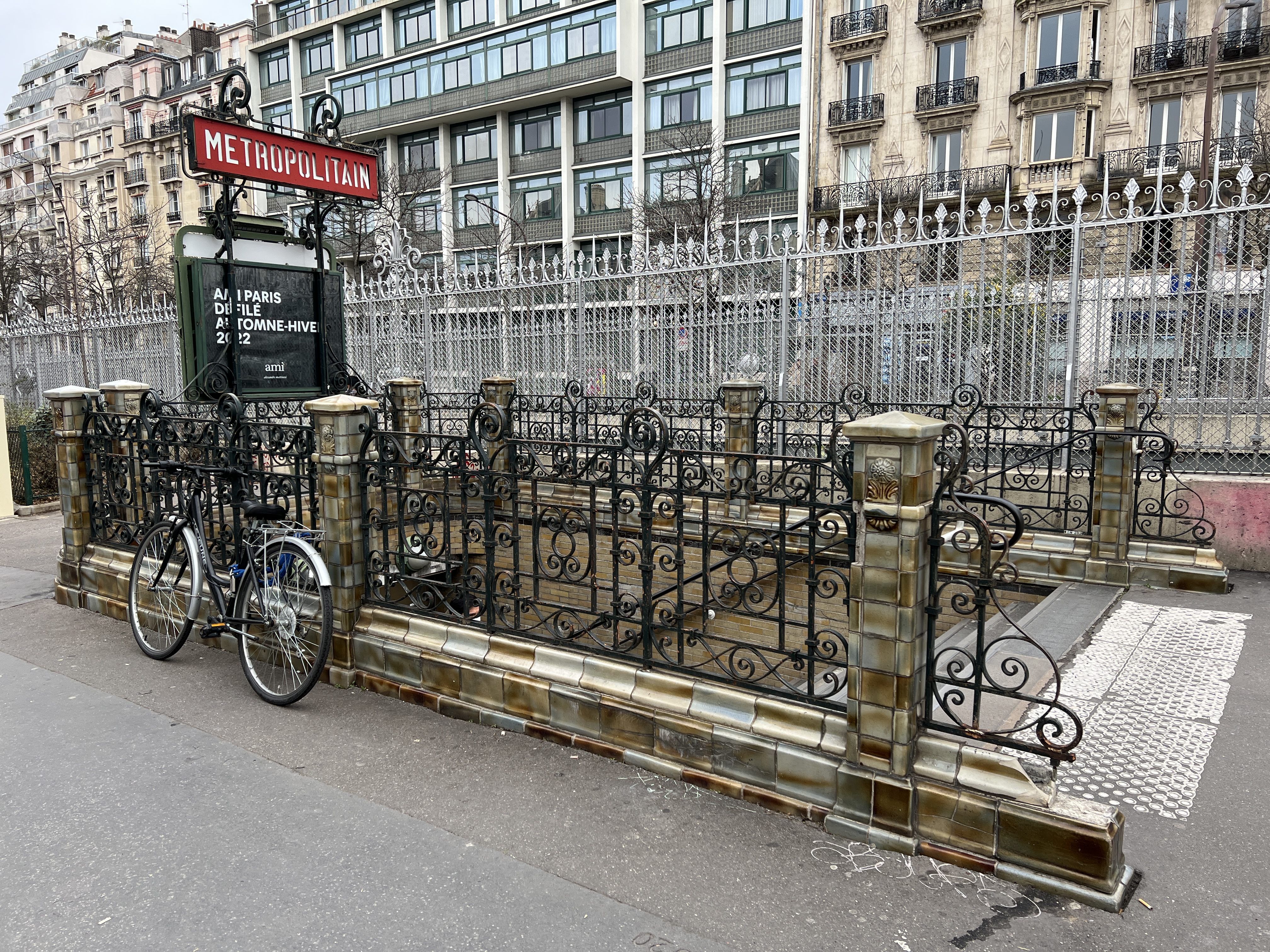
L'accès secondaire Nord-Sud.

.

### Quais
Les quais des deux lignes sont de configuration standard : au nombre de deux par point d'arrêt, ils sont séparés par les voies du métro situées au centre et la voûte est elliptique.
Le thème principal de cette station est la santé. Les quais de la ligne 12 présentent des travaux de recherches menés par Louis Pasteur. Ils sont aménagés en style « Andreu-Motte » de couleur orange, avec les bandeaux d'éclairages et les tympans de cette couleur. La banquette est en carrelage biseauté blanc, cas unique, et les sièges sont de couleur blanche. À la fin de l'année 2019, la banquette est détruite et remplacée par des sièges de type « Akiko » de couleur orange. Le carrelage et la céramique Nord-Sud sont cependant bien conservés (cadres publicitaires et cadre du patronyme de couleur verte, dessins géométriques verts sur les piédroits et la voûte). Ainsi, la station de la ligne 12 est avec Porte de Versailles (sur la même ligne) et Porte de Clichy (sur la ligne 13) l'une des trois stations du réseau à mêler ces deux styles décoratifs.
Les quais de la ligne 6 sont décorés dans le style « Bruno-Gaudin » (renouveau du métro des années 2000) avec carrelage blanc biseauté, rampe d'éclairage blanche arrondie, cadres publicitaires en céramique blanche, sièges « Akiko » beige et patronyme en plaque émaillée à police de caractère Parisine.

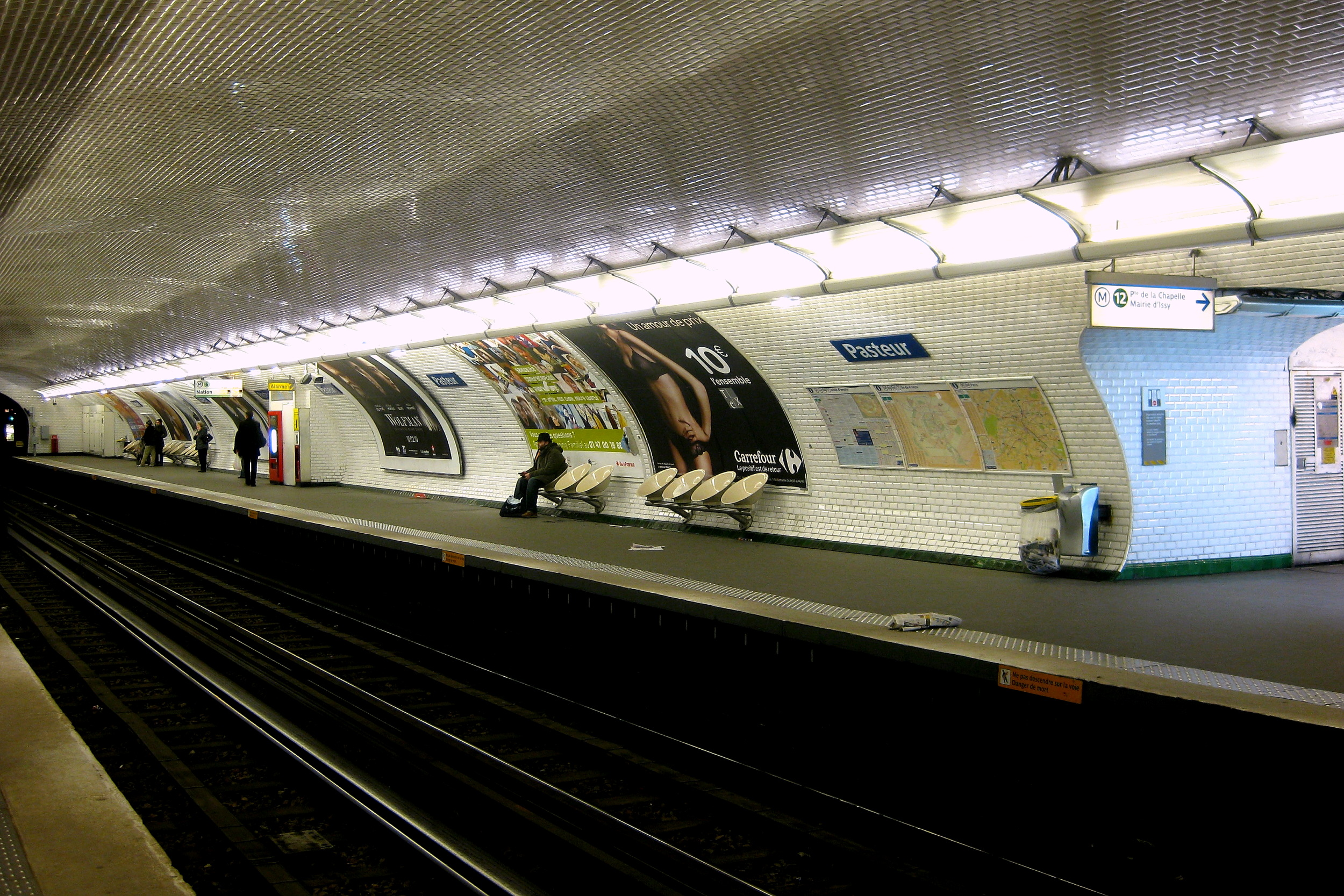
Les quais de la station sur la ligne 6.
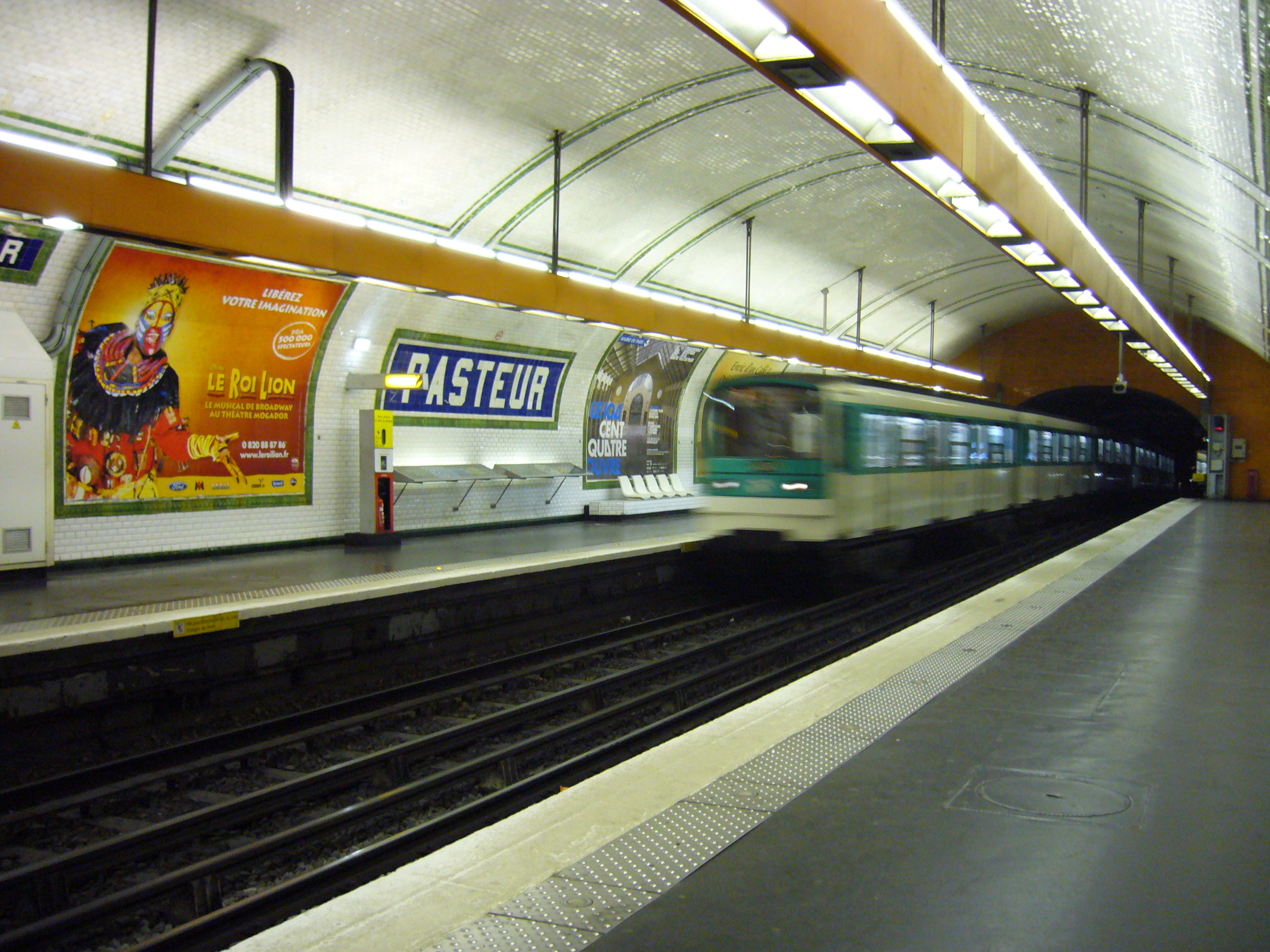
Arrivée d'un MF 67 sur la ligne 12 en direction de Porte de la Chapelle, en 2008.

### Intermodalité
La station est desservie par les lignes 39, 70, 89 et 95 du réseau de bus RATP, par la Traverse Brancion-Commerce exploitée par B.E. Green et, la nuit, par les lignes N13 et N62 du réseau Noctilien.

## À proximité
- Institut d'aménagement et d'urbanisme de la région d'Île-de-France
- Institut Pasteur
- Hôpital Necker-Enfants malades
- Lycée Buffon
- Musée Pasteur